# ハーディ (小惑星)
ハーディ (2866 Hardy) は小惑星帯に位置する小惑星。ベルギーの天文学者シルヴァン・アランがベルギー王立天文台で発見した。
小惑星2865番と2866番の名前はサイレント映画からトーキーへの過渡期に活躍したアメリカの喜劇俳優コンビ、ローレル&ハーディに由来しており、2866番は巨漢で気むずかし屋のオリヴァー・ハーディ (Oliver Hardy) に因んで命名された。